# Anna Rudolf
Anna Rudolf (Miskolc, 12 de novembre de 1987) és una jugadora d'escacs hongaresa que té el títol de Gran Mestre Femení des de 2008.
Tot i que roman inactiva des de novembre de 2017, a la llista d'Elo de la FIDE del febrer de 2022, hi tenia un Elo de 2325 punts, cosa que en feia la jugadora número 150 d'Hongria, i la número 56 del rànquing mundial femení. El seu màxim Elo va ser de 2393 punts, a la llista del juliol de 2010.
|  |

## Resultats destacats en competició
Rudolf ha guanyat el campionat femení d'Hongria tres cops, els anys 2008, 2010 i 2011.

### Controvèrsia
Rudolf va cridar l'atenció durant l'obert de Vandoeuvre de desembre de 2007, torneig en el qual va derrotar el millor jugador participant, Christian Bauer, hi acabà novena, i va fer una norma de WGM i també una de Mestre Internacional. Després dels seus bons resultats a les rondes inicials del torneig, tres jugadors — Oleg Krivonóssov, Vladimir Lazarev i Ilmārs Starostīts — la van acusar de fer trampes, dient que tenia "una connexió internet amagada al seu protector labial, on li transmetien les millors jugades." A la ronda final, Rudolf va haver de jugar contra Starostīts, i aquest va refusar d'encaixar les mans amb ella. Després del torneig, la Federació d'Escacs d'Hongria va protestar pel «comportament poc ètic» dels tres acusadors, i va demanar la Comissió d'Ètica de la FIDE que examinés el cas.

### Partida notable
|   | a | b | c | d | e | f | g | h |   |
| 8 | a8 negres torre · g8 negres rei · f7 negres peó · g7 negres peó · c6 negres peó · h6 negres peó · b5 negres peó · c5 blanques peó · d5 negres cavall · f5 blanques cavall · e4 negres cavall · g4 blanques peó · a3 blanques peó · h3 blanques peó · f2 blanques peó · g2 blanques rei · c1 blanques alfil · d1 blanques torre | a8 negres torre · g8 negres rei · f7 negres peó · g7 negres peó · c6 negres peó · h6 negres peó · b5 negres peó · c5 blanques peó · d5 negres cavall · f5 blanques cavall · e4 negres cavall · g4 blanques peó · a3 blanques peó · h3 blanques peó · f2 blanques peó · g2 blanques rei · c1 blanques alfil · d1 blanques torre | a8 negres torre · g8 negres rei · f7 negres peó · g7 negres peó · c6 negres peó · h6 negres peó · b5 negres peó · c5 blanques peó · d5 negres cavall · f5 blanques cavall · e4 negres cavall · g4 blanques peó · a3 blanques peó · h3 blanques peó · f2 blanques peó · g2 blanques rei · c1 blanques alfil · d1 blanques torre | a8 negres torre · g8 negres rei · f7 negres peó · g7 negres peó · c6 negres peó · h6 negres peó · b5 negres peó · c5 blanques peó · d5 negres cavall · f5 blanques cavall · e4 negres cavall · g4 blanques peó · a3 blanques peó · h3 blanques peó · f2 blanques peó · g2 blanques rei · c1 blanques alfil · d1 blanques torre | a8 negres torre · g8 negres rei · f7 negres peó · g7 negres peó · c6 negres peó · h6 negres peó · b5 negres peó · c5 blanques peó · d5 negres cavall · f5 blanques cavall · e4 negres cavall · g4 blanques peó · a3 blanques peó · h3 blanques peó · f2 blanques peó · g2 blanques rei · c1 blanques alfil · d1 blanques torre | a8 negres torre · g8 negres rei · f7 negres peó · g7 negres peó · c6 negres peó · h6 negres peó · b5 negres peó · c5 blanques peó · d5 negres cavall · f5 blanques cavall · e4 negres cavall · g4 blanques peó · a3 blanques peó · h3 blanques peó · f2 blanques peó · g2 blanques rei · c1 blanques alfil · d1 blanques torre | a8 negres torre · g8 negres rei · f7 negres peó · g7 negres peó · c6 negres peó · h6 negres peó · b5 negres peó · c5 blanques peó · d5 negres cavall · f5 blanques cavall · e4 negres cavall · g4 blanques peó · a3 blanques peó · h3 blanques peó · f2 blanques peó · g2 blanques rei · c1 blanques alfil · d1 blanques torre | a8 negres torre · g8 negres rei · f7 negres peó · g7 negres peó · c6 negres peó · h6 negres peó · b5 negres peó · c5 blanques peó · d5 negres cavall · f5 blanques cavall · e4 negres cavall · g4 blanques peó · a3 blanques peó · h3 blanques peó · f2 blanques peó · g2 blanques rei · c1 blanques alfil · d1 blanques torre | 8 |
| 7 | a8 negres torre · g8 negres rei · f7 negres peó · g7 negres peó · c6 negres peó · h6 negres peó · b5 negres peó · c5 blanques peó · d5 negres cavall · f5 blanques cavall · e4 negres cavall · g4 blanques peó · a3 blanques peó · h3 blanques peó · f2 blanques peó · g2 blanques rei · c1 blanques alfil · d1 blanques torre | a8 negres torre · g8 negres rei · f7 negres peó · g7 negres peó · c6 negres peó · h6 negres peó · b5 negres peó · c5 blanques peó · d5 negres cavall · f5 blanques cavall · e4 negres cavall · g4 blanques peó · a3 blanques peó · h3 blanques peó · f2 blanques peó · g2 blanques rei · c1 blanques alfil · d1 blanques torre | a8 negres torre · g8 negres rei · f7 negres peó · g7 negres peó · c6 negres peó · h6 negres peó · b5 negres peó · c5 blanques peó · d5 negres cavall · f5 blanques cavall · e4 negres cavall · g4 blanques peó · a3 blanques peó · h3 blanques peó · f2 blanques peó · g2 blanques rei · c1 blanques alfil · d1 blanques torre | a8 negres torre · g8 negres rei · f7 negres peó · g7 negres peó · c6 negres peó · h6 negres peó · b5 negres peó · c5 blanques peó · d5 negres cavall · f5 blanques cavall · e4 negres cavall · g4 blanques peó · a3 blanques peó · h3 blanques peó · f2 blanques peó · g2 blanques rei · c1 blanques alfil · d1 blanques torre | a8 negres torre · g8 negres rei · f7 negres peó · g7 negres peó · c6 negres peó · h6 negres peó · b5 negres peó · c5 blanques peó · d5 negres cavall · f5 blanques cavall · e4 negres cavall · g4 blanques peó · a3 blanques peó · h3 blanques peó · f2 blanques peó · g2 blanques rei · c1 blanques alfil · d1 blanques torre | a8 negres torre · g8 negres rei · f7 negres peó · g7 negres peó · c6 negres peó · h6 negres peó · b5 negres peó · c5 blanques peó · d5 negres cavall · f5 blanques cavall · e4 negres cavall · g4 blanques peó · a3 blanques peó · h3 blanques peó · f2 blanques peó · g2 blanques rei · c1 blanques alfil · d1 blanques torre | a8 negres torre · g8 negres rei · f7 negres peó · g7 negres peó · c6 negres peó · h6 negres peó · b5 negres peó · c5 blanques peó · d5 negres cavall · f5 blanques cavall · e4 negres cavall · g4 blanques peó · a3 blanques peó · h3 blanques peó · f2 blanques peó · g2 blanques rei · c1 blanques alfil · d1 blanques torre | a8 negres torre · g8 negres rei · f7 negres peó · g7 negres peó · c6 negres peó · h6 negres peó · b5 negres peó · c5 blanques peó · d5 negres cavall · f5 blanques cavall · e4 negres cavall · g4 blanques peó · a3 blanques peó · h3 blanques peó · f2 blanques peó · g2 blanques rei · c1 blanques alfil · d1 blanques torre | 7 |
| 6 | a8 negres torre · g8 negres rei · f7 negres peó · g7 negres peó · c6 negres peó · h6 negres peó · b5 negres peó · c5 blanques peó · d5 negres cavall · f5 blanques cavall · e4 negres cavall · g4 blanques peó · a3 blanques peó · h3 blanques peó · f2 blanques peó · g2 blanques rei · c1 blanques alfil · d1 blanques torre | a8 negres torre · g8 negres rei · f7 negres peó · g7 negres peó · c6 negres peó · h6 negres peó · b5 negres peó · c5 blanques peó · d5 negres cavall · f5 blanques cavall · e4 negres cavall · g4 blanques peó · a3 blanques peó · h3 blanques peó · f2 blanques peó · g2 blanques rei · c1 blanques alfil · d1 blanques torre | a8 negres torre · g8 negres rei · f7 negres peó · g7 negres peó · c6 negres peó · h6 negres peó · b5 negres peó · c5 blanques peó · d5 negres cavall · f5 blanques cavall · e4 negres cavall · g4 blanques peó · a3 blanques peó · h3 blanques peó · f2 blanques peó · g2 blanques rei · c1 blanques alfil · d1 blanques torre | a8 negres torre · g8 negres rei · f7 negres peó · g7 negres peó · c6 negres peó · h6 negres peó · b5 negres peó · c5 blanques peó · d5 negres cavall · f5 blanques cavall · e4 negres cavall · g4 blanques peó · a3 blanques peó · h3 blanques peó · f2 blanques peó · g2 blanques rei · c1 blanques alfil · d1 blanques torre | a8 negres torre · g8 negres rei · f7 negres peó · g7 negres peó · c6 negres peó · h6 negres peó · b5 negres peó · c5 blanques peó · d5 negres cavall · f5 blanques cavall · e4 negres cavall · g4 blanques peó · a3 blanques peó · h3 blanques peó · f2 blanques peó · g2 blanques rei · c1 blanques alfil · d1 blanques torre | a8 negres torre · g8 negres rei · f7 negres peó · g7 negres peó · c6 negres peó · h6 negres peó · b5 negres peó · c5 blanques peó · d5 negres cavall · f5 blanques cavall · e4 negres cavall · g4 blanques peó · a3 blanques peó · h3 blanques peó · f2 blanques peó · g2 blanques rei · c1 blanques alfil · d1 blanques torre | a8 negres torre · g8 negres rei · f7 negres peó · g7 negres peó · c6 negres peó · h6 negres peó · b5 negres peó · c5 blanques peó · d5 negres cavall · f5 blanques cavall · e4 negres cavall · g4 blanques peó · a3 blanques peó · h3 blanques peó · f2 blanques peó · g2 blanques rei · c1 blanques alfil · d1 blanques torre | a8 negres torre · g8 negres rei · f7 negres peó · g7 negres peó · c6 negres peó · h6 negres peó · b5 negres peó · c5 blanques peó · d5 negres cavall · f5 blanques cavall · e4 negres cavall · g4 blanques peó · a3 blanques peó · h3 blanques peó · f2 blanques peó · g2 blanques rei · c1 blanques alfil · d1 blanques torre | 6 |
| 5 | a8 negres torre · g8 negres rei · f7 negres peó · g7 negres peó · c6 negres peó · h6 negres peó · b5 negres peó · c5 blanques peó · d5 negres cavall · f5 blanques cavall · e4 negres cavall · g4 blanques peó · a3 blanques peó · h3 blanques peó · f2 blanques peó · g2 blanques rei · c1 blanques alfil · d1 blanques torre | a8 negres torre · g8 negres rei · f7 negres peó · g7 negres peó · c6 negres peó · h6 negres peó · b5 negres peó · c5 blanques peó · d5 negres cavall · f5 blanques cavall · e4 negres cavall · g4 blanques peó · a3 blanques peó · h3 blanques peó · f2 blanques peó · g2 blanques rei · c1 blanques alfil · d1 blanques torre | a8 negres torre · g8 negres rei · f7 negres peó · g7 negres peó · c6 negres peó · h6 negres peó · b5 negres peó · c5 blanques peó · d5 negres cavall · f5 blanques cavall · e4 negres cavall · g4 blanques peó · a3 blanques peó · h3 blanques peó · f2 blanques peó · g2 blanques rei · c1 blanques alfil · d1 blanques torre | a8 negres torre · g8 negres rei · f7 negres peó · g7 negres peó · c6 negres peó · h6 negres peó · b5 negres peó · c5 blanques peó · d5 negres cavall · f5 blanques cavall · e4 negres cavall · g4 blanques peó · a3 blanques peó · h3 blanques peó · f2 blanques peó · g2 blanques rei · c1 blanques alfil · d1 blanques torre | a8 negres torre · g8 negres rei · f7 negres peó · g7 negres peó · c6 negres peó · h6 negres peó · b5 negres peó · c5 blanques peó · d5 negres cavall · f5 blanques cavall · e4 negres cavall · g4 blanques peó · a3 blanques peó · h3 blanques peó · f2 blanques peó · g2 blanques rei · c1 blanques alfil · d1 blanques torre | a8 negres torre · g8 negres rei · f7 negres peó · g7 negres peó · c6 negres peó · h6 negres peó · b5 negres peó · c5 blanques peó · d5 negres cavall · f5 blanques cavall · e4 negres cavall · g4 blanques peó · a3 blanques peó · h3 blanques peó · f2 blanques peó · g2 blanques rei · c1 blanques alfil · d1 blanques torre | a8 negres torre · g8 negres rei · f7 negres peó · g7 negres peó · c6 negres peó · h6 negres peó · b5 negres peó · c5 blanques peó · d5 negres cavall · f5 blanques cavall · e4 negres cavall · g4 blanques peó · a3 blanques peó · h3 blanques peó · f2 blanques peó · g2 blanques rei · c1 blanques alfil · d1 blanques torre | a8 negres torre · g8 negres rei · f7 negres peó · g7 negres peó · c6 negres peó · h6 negres peó · b5 negres peó · c5 blanques peó · d5 negres cavall · f5 blanques cavall · e4 negres cavall · g4 blanques peó · a3 blanques peó · h3 blanques peó · f2 blanques peó · g2 blanques rei · c1 blanques alfil · d1 blanques torre | 5 |
| 4 | a8 negres torre · g8 negres rei · f7 negres peó · g7 negres peó · c6 negres peó · h6 negres peó · b5 negres peó · c5 blanques peó · d5 negres cavall · f5 blanques cavall · e4 negres cavall · g4 blanques peó · a3 blanques peó · h3 blanques peó · f2 blanques peó · g2 blanques rei · c1 blanques alfil · d1 blanques torre | a8 negres torre · g8 negres rei · f7 negres peó · g7 negres peó · c6 negres peó · h6 negres peó · b5 negres peó · c5 blanques peó · d5 negres cavall · f5 blanques cavall · e4 negres cavall · g4 blanques peó · a3 blanques peó · h3 blanques peó · f2 blanques peó · g2 blanques rei · c1 blanques alfil · d1 blanques torre | a8 negres torre · g8 negres rei · f7 negres peó · g7 negres peó · c6 negres peó · h6 negres peó · b5 negres peó · c5 blanques peó · d5 negres cavall · f5 blanques cavall · e4 negres cavall · g4 blanques peó · a3 blanques peó · h3 blanques peó · f2 blanques peó · g2 blanques rei · c1 blanques alfil · d1 blanques torre | a8 negres torre · g8 negres rei · f7 negres peó · g7 negres peó · c6 negres peó · h6 negres peó · b5 negres peó · c5 blanques peó · d5 negres cavall · f5 blanques cavall · e4 negres cavall · g4 blanques peó · a3 blanques peó · h3 blanques peó · f2 blanques peó · g2 blanques rei · c1 blanques alfil · d1 blanques torre | a8 negres torre · g8 negres rei · f7 negres peó · g7 negres peó · c6 negres peó · h6 negres peó · b5 negres peó · c5 blanques peó · d5 negres cavall · f5 blanques cavall · e4 negres cavall · g4 blanques peó · a3 blanques peó · h3 blanques peó · f2 blanques peó · g2 blanques rei · c1 blanques alfil · d1 blanques torre | a8 negres torre · g8 negres rei · f7 negres peó · g7 negres peó · c6 negres peó · h6 negres peó · b5 negres peó · c5 blanques peó · d5 negres cavall · f5 blanques cavall · e4 negres cavall · g4 blanques peó · a3 blanques peó · h3 blanques peó · f2 blanques peó · g2 blanques rei · c1 blanques alfil · d1 blanques torre | a8 negres torre · g8 negres rei · f7 negres peó · g7 negres peó · c6 negres peó · h6 negres peó · b5 negres peó · c5 blanques peó · d5 negres cavall · f5 blanques cavall · e4 negres cavall · g4 blanques peó · a3 blanques peó · h3 blanques peó · f2 blanques peó · g2 blanques rei · c1 blanques alfil · d1 blanques torre | a8 negres torre · g8 negres rei · f7 negres peó · g7 negres peó · c6 negres peó · h6 negres peó · b5 negres peó · c5 blanques peó · d5 negres cavall · f5 blanques cavall · e4 negres cavall · g4 blanques peó · a3 blanques peó · h3 blanques peó · f2 blanques peó · g2 blanques rei · c1 blanques alfil · d1 blanques torre | 4 |
| 3 | a8 negres torre · g8 negres rei · f7 negres peó · g7 negres peó · c6 negres peó · h6 negres peó · b5 negres peó · c5 blanques peó · d5 negres cavall · f5 blanques cavall · e4 negres cavall · g4 blanques peó · a3 blanques peó · h3 blanques peó · f2 blanques peó · g2 blanques rei · c1 blanques alfil · d1 blanques torre | a8 negres torre · g8 negres rei · f7 negres peó · g7 negres peó · c6 negres peó · h6 negres peó · b5 negres peó · c5 blanques peó · d5 negres cavall · f5 blanques cavall · e4 negres cavall · g4 blanques peó · a3 blanques peó · h3 blanques peó · f2 blanques peó · g2 blanques rei · c1 blanques alfil · d1 blanques torre | a8 negres torre · g8 negres rei · f7 negres peó · g7 negres peó · c6 negres peó · h6 negres peó · b5 negres peó · c5 blanques peó · d5 negres cavall · f5 blanques cavall · e4 negres cavall · g4 blanques peó · a3 blanques peó · h3 blanques peó · f2 blanques peó · g2 blanques rei · c1 blanques alfil · d1 blanques torre | a8 negres torre · g8 negres rei · f7 negres peó · g7 negres peó · c6 negres peó · h6 negres peó · b5 negres peó · c5 blanques peó · d5 negres cavall · f5 blanques cavall · e4 negres cavall · g4 blanques peó · a3 blanques peó · h3 blanques peó · f2 blanques peó · g2 blanques rei · c1 blanques alfil · d1 blanques torre | a8 negres torre · g8 negres rei · f7 negres peó · g7 negres peó · c6 negres peó · h6 negres peó · b5 negres peó · c5 blanques peó · d5 negres cavall · f5 blanques cavall · e4 negres cavall · g4 blanques peó · a3 blanques peó · h3 blanques peó · f2 blanques peó · g2 blanques rei · c1 blanques alfil · d1 blanques torre | a8 negres torre · g8 negres rei · f7 negres peó · g7 negres peó · c6 negres peó · h6 negres peó · b5 negres peó · c5 blanques peó · d5 negres cavall · f5 blanques cavall · e4 negres cavall · g4 blanques peó · a3 blanques peó · h3 blanques peó · f2 blanques peó · g2 blanques rei · c1 blanques alfil · d1 blanques torre | a8 negres torre · g8 negres rei · f7 negres peó · g7 negres peó · c6 negres peó · h6 negres peó · b5 negres peó · c5 blanques peó · d5 negres cavall · f5 blanques cavall · e4 negres cavall · g4 blanques peó · a3 blanques peó · h3 blanques peó · f2 blanques peó · g2 blanques rei · c1 blanques alfil · d1 blanques torre | a8 negres torre · g8 negres rei · f7 negres peó · g7 negres peó · c6 negres peó · h6 negres peó · b5 negres peó · c5 blanques peó · d5 negres cavall · f5 blanques cavall · e4 negres cavall · g4 blanques peó · a3 blanques peó · h3 blanques peó · f2 blanques peó · g2 blanques rei · c1 blanques alfil · d1 blanques torre | 3 |
| 2 | a8 negres torre · g8 negres rei · f7 negres peó · g7 negres peó · c6 negres peó · h6 negres peó · b5 negres peó · c5 blanques peó · d5 negres cavall · f5 blanques cavall · e4 negres cavall · g4 blanques peó · a3 blanques peó · h3 blanques peó · f2 blanques peó · g2 blanques rei · c1 blanques alfil · d1 blanques torre | a8 negres torre · g8 negres rei · f7 negres peó · g7 negres peó · c6 negres peó · h6 negres peó · b5 negres peó · c5 blanques peó · d5 negres cavall · f5 blanques cavall · e4 negres cavall · g4 blanques peó · a3 blanques peó · h3 blanques peó · f2 blanques peó · g2 blanques rei · c1 blanques alfil · d1 blanques torre | a8 negres torre · g8 negres rei · f7 negres peó · g7 negres peó · c6 negres peó · h6 negres peó · b5 negres peó · c5 blanques peó · d5 negres cavall · f5 blanques cavall · e4 negres cavall · g4 blanques peó · a3 blanques peó · h3 blanques peó · f2 blanques peó · g2 blanques rei · c1 blanques alfil · d1 blanques torre | a8 negres torre · g8 negres rei · f7 negres peó · g7 negres peó · c6 negres peó · h6 negres peó · b5 negres peó · c5 blanques peó · d5 negres cavall · f5 blanques cavall · e4 negres cavall · g4 blanques peó · a3 blanques peó · h3 blanques peó · f2 blanques peó · g2 blanques rei · c1 blanques alfil · d1 blanques torre | a8 negres torre · g8 negres rei · f7 negres peó · g7 negres peó · c6 negres peó · h6 negres peó · b5 negres peó · c5 blanques peó · d5 negres cavall · f5 blanques cavall · e4 negres cavall · g4 blanques peó · a3 blanques peó · h3 blanques peó · f2 blanques peó · g2 blanques rei · c1 blanques alfil · d1 blanques torre | a8 negres torre · g8 negres rei · f7 negres peó · g7 negres peó · c6 negres peó · h6 negres peó · b5 negres peó · c5 blanques peó · d5 negres cavall · f5 blanques cavall · e4 negres cavall · g4 blanques peó · a3 blanques peó · h3 blanques peó · f2 blanques peó · g2 blanques rei · c1 blanques alfil · d1 blanques torre | a8 negres torre · g8 negres rei · f7 negres peó · g7 negres peó · c6 negres peó · h6 negres peó · b5 negres peó · c5 blanques peó · d5 negres cavall · f5 blanques cavall · e4 negres cavall · g4 blanques peó · a3 blanques peó · h3 blanques peó · f2 blanques peó · g2 blanques rei · c1 blanques alfil · d1 blanques torre | a8 negres torre · g8 negres rei · f7 negres peó · g7 negres peó · c6 negres peó · h6 negres peó · b5 negres peó · c5 blanques peó · d5 negres cavall · f5 blanques cavall · e4 negres cavall · g4 blanques peó · a3 blanques peó · h3 blanques peó · f2 blanques peó · g2 blanques rei · c1 blanques alfil · d1 blanques torre | 2 |
| 1 | a8 negres torre · g8 negres rei · f7 negres peó · g7 negres peó · c6 negres peó · h6 negres peó · b5 negres peó · c5 blanques peó · d5 negres cavall · f5 blanques cavall · e4 negres cavall · g4 blanques peó · a3 blanques peó · h3 blanques peó · f2 blanques peó · g2 blanques rei · c1 blanques alfil · d1 blanques torre | a8 negres torre · g8 negres rei · f7 negres peó · g7 negres peó · c6 negres peó · h6 negres peó · b5 negres peó · c5 blanques peó · d5 negres cavall · f5 blanques cavall · e4 negres cavall · g4 blanques peó · a3 blanques peó · h3 blanques peó · f2 blanques peó · g2 blanques rei · c1 blanques alfil · d1 blanques torre | a8 negres torre · g8 negres rei · f7 negres peó · g7 negres peó · c6 negres peó · h6 negres peó · b5 negres peó · c5 blanques peó · d5 negres cavall · f5 blanques cavall · e4 negres cavall · g4 blanques peó · a3 blanques peó · h3 blanques peó · f2 blanques peó · g2 blanques rei · c1 blanques alfil · d1 blanques torre | a8 negres torre · g8 negres rei · f7 negres peó · g7 negres peó · c6 negres peó · h6 negres peó · b5 negres peó · c5 blanques peó · d5 negres cavall · f5 blanques cavall · e4 negres cavall · g4 blanques peó · a3 blanques peó · h3 blanques peó · f2 blanques peó · g2 blanques rei · c1 blanques alfil · d1 blanques torre | a8 negres torre · g8 negres rei · f7 negres peó · g7 negres peó · c6 negres peó · h6 negres peó · b5 negres peó · c5 blanques peó · d5 negres cavall · f5 blanques cavall · e4 negres cavall · g4 blanques peó · a3 blanques peó · h3 blanques peó · f2 blanques peó · g2 blanques rei · c1 blanques alfil · d1 blanques torre | a8 negres torre · g8 negres rei · f7 negres peó · g7 negres peó · c6 negres peó · h6 negres peó · b5 negres peó · c5 blanques peó · d5 negres cavall · f5 blanques cavall · e4 negres cavall · g4 blanques peó · a3 blanques peó · h3 blanques peó · f2 blanques peó · g2 blanques rei · c1 blanques alfil · d1 blanques torre | a8 negres torre · g8 negres rei · f7 negres peó · g7 negres peó · c6 negres peó · h6 negres peó · b5 negres peó · c5 blanques peó · d5 negres cavall · f5 blanques cavall · e4 negres cavall · g4 blanques peó · a3 blanques peó · h3 blanques peó · f2 blanques peó · g2 blanques rei · c1 blanques alfil · d1 blanques torre | a8 negres torre · g8 negres rei · f7 negres peó · g7 negres peó · c6 negres peó · h6 negres peó · b5 negres peó · c5 blanques peó · d5 negres cavall · f5 blanques cavall · e4 negres cavall · g4 blanques peó · a3 blanques peó · h3 blanques peó · f2 blanques peó · g2 blanques rei · c1 blanques alfil · d1 blanques torre | 1 |
|   | a | b | c | d | e | f | g | h |   |

GM Christian Bauer vs. Anna Rudolf, Vandoeuvre 2007; Obertura Sokolsky (ECO A00)

1.b4 e5 2.a3 d5 3.Ab2 Cd7 4.e3 Ad6 5.c4 dxc4 6.Axc4 Cgf6 7.Cf3 0-0 8.Dc2 b6 9.d3 Ab7 10.Cbd2 a6 11.0-0 b5 12.Ab3 Tc8 13.d4 exd4 14.exd4 Ad5 15.Axd5 Cxd5 16.Ce4 C7b6 17.Tad1 c6 18.Cc5 Ta8 19.Tfe1 Dc7 20.g3 h6 21.Ch4 Tfd8 22.Ac1 Af8 23.Cf5 a5 24.bxa5 Txa5 25.De2 Taa8 26.Dg4 Rh8 27.Dh4 Te8 28.Rg2 Dd8 29.Txe8 Dxe8 30.Dg4 Cf6 31.Df3 Cbd5 32.g4 Axc5 33.dxc5 De4 34.h3 Rg8 35.Dxe4 Cxe4 (vegeu el diagrama) 36.Ab2 f6 37.Cd4 Cxc5 38.Cxc6 Cf4+ 39.Rf3 Cfd3 40.Ad4 Txa3 41.Ae3 b4 42.Tb1 b3 43.Cb4 b2 44.Cc2 Tc3 45.Cd4 Rf7 46.Re2 Ca4 47.Rd1 Tc4 48.Ce2 Re6 49.Rd2 Cb4 50.Rd1 Rd5 51.f3 Ca2 52.Ad2 Tc7 53.h4 Rc4 54.Rc2 Cb4+ 55.Rd1 Rb3 56.Cc1+ Txc1+ 57.Txc1 bxc1=D+ 58.Rxc1 Cc3 59.Ae3 Ccd5 60.Ad2 Rc4 61.g5 hxg5 62.hxg5 f5 63.Rd1 Rd3 64.Ac1 Cc2 65.Ab2 g6 0-1